# Podem Euskadi
Podem Euskadi (en basc, Ahal Dugu) és l'organització territorial del partit polític Podem a Euskadi.
Té presència a les Juntes Generals i a diversos municipis del país, entre els quals totes tres capitals provincials: Bilbao per Biscaia, Vitòria per Àlaba i Sant Sebastià per Guipúscoa. També va tenir presència al Congrés dels Diputats (2015-2023), al Senat d'Espanya (2015-2019) i al Parlament Basc (2016-2024).
La secretària general n'és Pilar Garrido, nomenada el 2020.
El partit es posiciona públicament a favor del dret a decidir i del referèndum d'autodeterminació, pactat amb l'Estat, seguint els models d'Escòcia o del Quebec. En paraules de Miren Gorrotxategi, "defensem el referèndum com instrument democràtic".
Podem Euskadi també dóna suport al model educatiu d'immersió lingüística en basc, la gratuïtat total de l'aprenentatge del basc i de les diferents iniciatives per a fomentar i impulsar la llengua pròpia.
El partit sovint rep la denominació d'"Esquerra Confederal", ja que es posicionen a favor del dret a decidir, del referèndum d'autodeterminació (model canadenc), d'un Estat confederal, de la sobirania del País Basc o de "caràcter nacional" i de la "realitat conformada per vincles socials, lingüístics, històrics, econòmics i culturals que conformen Euskal Herria".
És membre de l'Esquerra al Parlament Europeu.

## Organització
L'organització del partit sorgeix dels documents aprovats en la tercera Assemblea Ciutadana Estatal de Podem, també coneguda com Vistalegre III, de 2020, que està composta per les branques següents:
- Assemblea Ciutadana Autonòmica.
- Consell Ciutadà Autonòmic.
- Coordinació Autonòmica.
- Consell de Coordinació Autonòmic.
- Comissió de Garanties Democràtiques Autonòmica.

## Secretaria general
Roberto Uriarte va ser el primer secretari general del partit, de 2015 a 2016, succeït per Nagua Alba fins al 2017, quan Lander Martínez va esdevenir el nou secretari general.
L'any 2020, Pilar Garrido es va convertir en la secretària general. Martínez, afí a Iñigo Errejón i al denominat sector errejonista (que va derivar en la creació de Més País), va dimitir després de perdre les primàries del partit amb Rosa Martínez, contrael sector denominat pablista encapçalat per Miren Gorrotxategi i Pilar Garrido. Finalment Rosa Martínez es va donar de baixa del partit, i Lander Martínez es va acabar afiliant a Moviment Sumar.